# Marfa
Marfa é uma cidade localizada no estado norte-americano do Texas, no Condado de Presidio.

Esta é uma cidade pequena texana essencial no extremo-oeste do estado. Tem uma cena artística de renome, com diversas galerias. A cidade é relativamente perto (numa escala do Texas) das bonitas montanhas de Davis com 8000 pés (2438 metros) de altitude.

## Demografia
Segundo o censo norte-americano de 2000, a sua população era de 2121 habitantes.
Em 2006, foi estimada uma população de 1929, um decréscimo de 192 (-9.1%).

## Geografia
De acordo com o United States Census Bureau tem uma área de
4,1 km², dos quais 4,1 km² cobertos por terra e 0,0 km² cobertos por água. Marfa localiza-se a aproximadamente 1428 m acima do nível do mar.

## Localidades na vizinhança
O diagrama seguinte representa as localidades num raio de 68 km ao redor de Marfa.